# Carlo Mattrel
Carlo Mattrel (Turim, 14 de abril de 1937 - 25 de setembro de 1976) foi um futebolista italiano que atuava como goleiro.

## Carreira
Carlo Mattrel fez parte do elenco da Seleção Italiana na Copa do Mundo de 1962 no Chile, ele fez uma partida.